# Heilig Hartkerk (Wiesbaden-Biebrich)
De Kerk van het Heilig Hart van Jezus (Duits: Herz-Jesu-Kirche) is een rooms-katholieke parochiekerk in Biebrich, een stadsdeel van de Duitse stad Wiesbaden. Na de annexatie van Biebrich door Wiesbaden zijn er twee katholieke kerken in Wiesbaden met hetzelfde patrocinium. Ook in het stadsdeel Sonnenberg bevindt zich een Heilig-Hartkerk.

## Geschiedenis
De Heilig-Hartkerk werd na een stormachtige groei van de bevolking van Biebrich door industrialisatie in de jaren 1897-1898 gebouwd. De bouw werd mogelijk gemaakt door Eugenia Kreitz, een dochter van een uurwerkfabrikant die door de fabricage van kostbare zakhorloges in Sint-Petersburg een aanzienlijk vermogen had verdiend. Haar vader bracht zijn oude dag in Biebrich door en doneerde rijkelijk aan de Sint-Mariaparochie. Toen de bouw van een nieuwe katholieke kerk noodzakelijk werd, schonk Eugenia Kreitz een deel van haar geërfde vermogen om de bouw van een kerk, een pastorie en een huis voor de koster mogelijk te maken.
De kerk werd op 22 september 1898 door de bisschop van Limburg gewijd. Conform de wens van de stichteres kreeg de kerk het patrocinium van het Heilig Hart van Jezus.

## De bouw
De kerk werd in neogotische stijl gebouwd. Het eenschepige gebouw heeft een dwarsschip en wordt aan de westelijke kant afgesloten door een toren met een achtzijdige bovenverdieping met spits. De lengte van de kerk bedraagt 45 meter, de breedte 12 meter. De hoogte van het schip tot de gewelven is 13,70 meter, de hoogte van het transept 15,30 meter.
De oriëntatie van de kerk is oostelijk.
Oorspronkelijk was de kerk rijk gedecoreerd maar in 1955 werd de kerk voor het eerst gerenoveerd en werd de oorlogsschade hersteld. In die periode stond de neogotiek als stijl niet hoog in aanzien en veel van de rijke decoratie moest wijken voor een eenvoudiger interieur. De in Tweede Wereldoorlog beschadigde ramen werden vervangen en het middelste venster werd wegens hinderlijke schittering dichtgemetseld. Het linker raam verbeeld een Pelikaan met jongen, een verwijzing naar de offerdood van Christus.
In 1955 werd aan de achterzijde van de kerk in een open kapel een piëta geplaatst ter nagedachtenis aan de gesneuvelde soldaten en slachtoffers van beide wereldoorlogen.
Tijdens een nieuwe restauratie in 1990-1991 heeft men getracht het oorspronkelijke neogotische interieur te herstellen. Zo werden de muurschilderingen opnieuw aangebracht. Het hoogaltaar werd vervangen door een retabel en de kruisweg met kleurige reliëfs werd gerestaureerd en opnieuw aan de zijmuren opgehangen.